# Munzothamnus blairii
Munzothamnus blairii là một loài thực vật có hoa trong họ Cúc. Loài này được (Munz & I.M.Johnst.) P.H.Raven mô tả khoa học đầu tiên năm 1963.